# Martes americana
Martre d'Amérique, Martre des Hurons
Espèce
Statut de conservation UICN

 LC  : Préoccupation mineure
Statut CITES
La Martre d'Amérique (Martes americana) est une espèce de mammifères terrestres de la famille des Mustélidés. Cette martre se rencontre en Amérique du Nord.

## Dénominations
- Nom scientifique : Martes americana  (Turton, 1806)[1]
- Noms vulgaires (vulgarisation scientifique) : Martre d'Amérique[2],[3],[4],[5],[6] (ou Marte d'Amérique[6]), Martre américaine[3],[4],[5],[6] (ou Marte américaine[6]), Martre des Hurons[3].
- Noms vernaculaires (langage courant), pouvant désigner éventuellement d'autres espèces : Cette martre est parfois aussi appelée  « martre des pins » par traduction de l'anglais pine marten[5], mais il ne faut pas la confondre avec la martre des pins européenne.

## Description

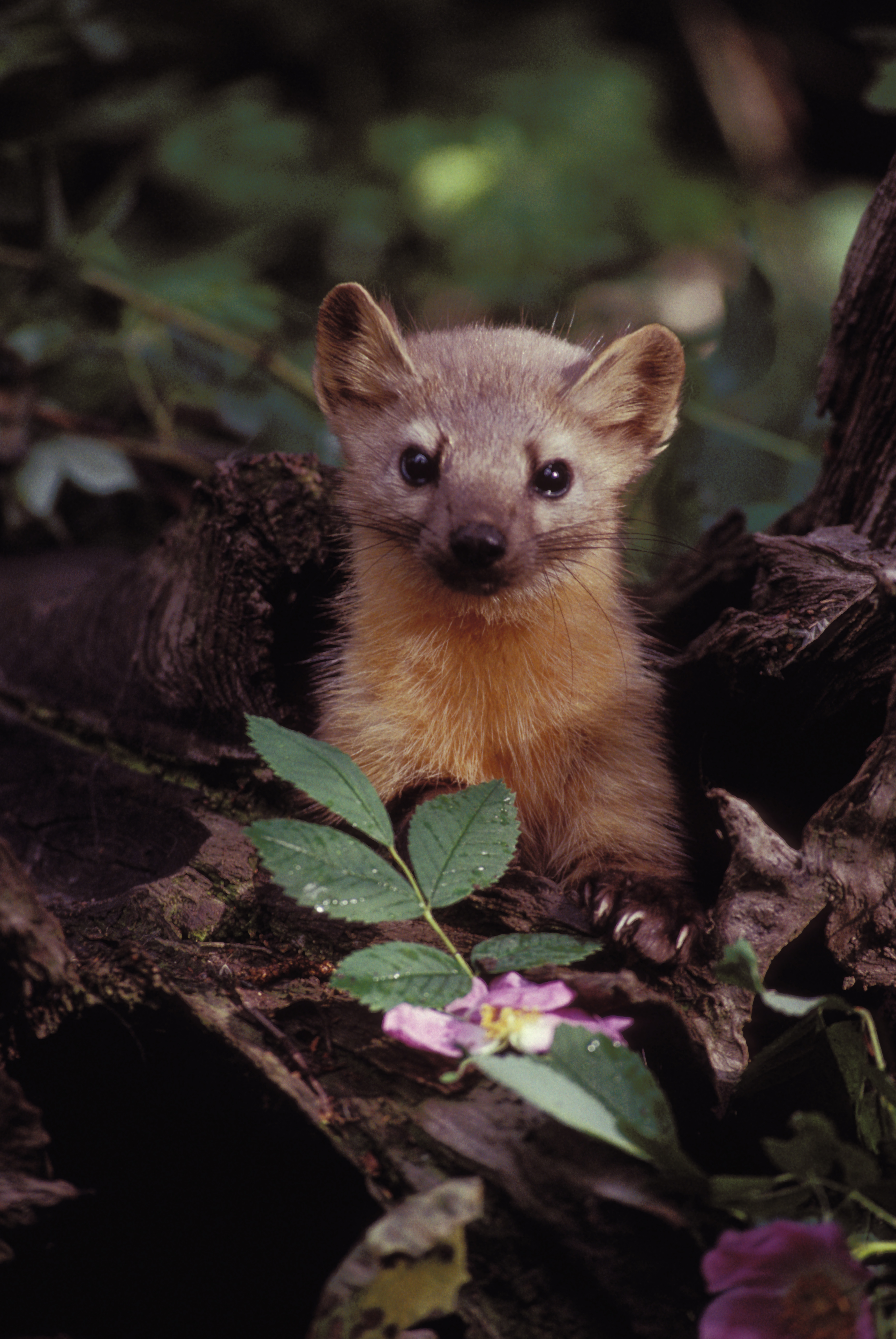
La tache plus claire sur la gorge est bien visible sur cette image.

La martre d'Amérique a un long corps mince couvert de fourrure brun brillant avec une gorge de couleur plus claire, une longue queue touffue et un museau pointu. Le mâle présente une longueur (tête-corps) de 36 à 45 cm de long, prolongé par une queue de 15 à 23 cm. Son poids varie entre 470 et 1 300 g alors que la femelle, plus petite, ne dépasse pas les 850 g. La martre est digitigrade, ce qui signifie qu'elle marche sur le bout de ses doigts et n'appuie pas sa patte au complet sur le sol. À l'instar de celles des chats, ses griffes sont semi-rétractable, ce qui l'aide à grimper dans les arbres. Elle a également de très grandes pattes par rapport au poids corporel, ce qui lui permet de marcher sur la neige, et ce aussi légère que de la fine poudreuse. Cela donne à cette espèce un net avantage dans les zones qui bénéficient de fortes neiges.
La martre d'Amérique diffère du Pékan par sa taille plus petite et son pelage brun plus clair sur la poitrine.

## Écologie et comportement

### Comportement

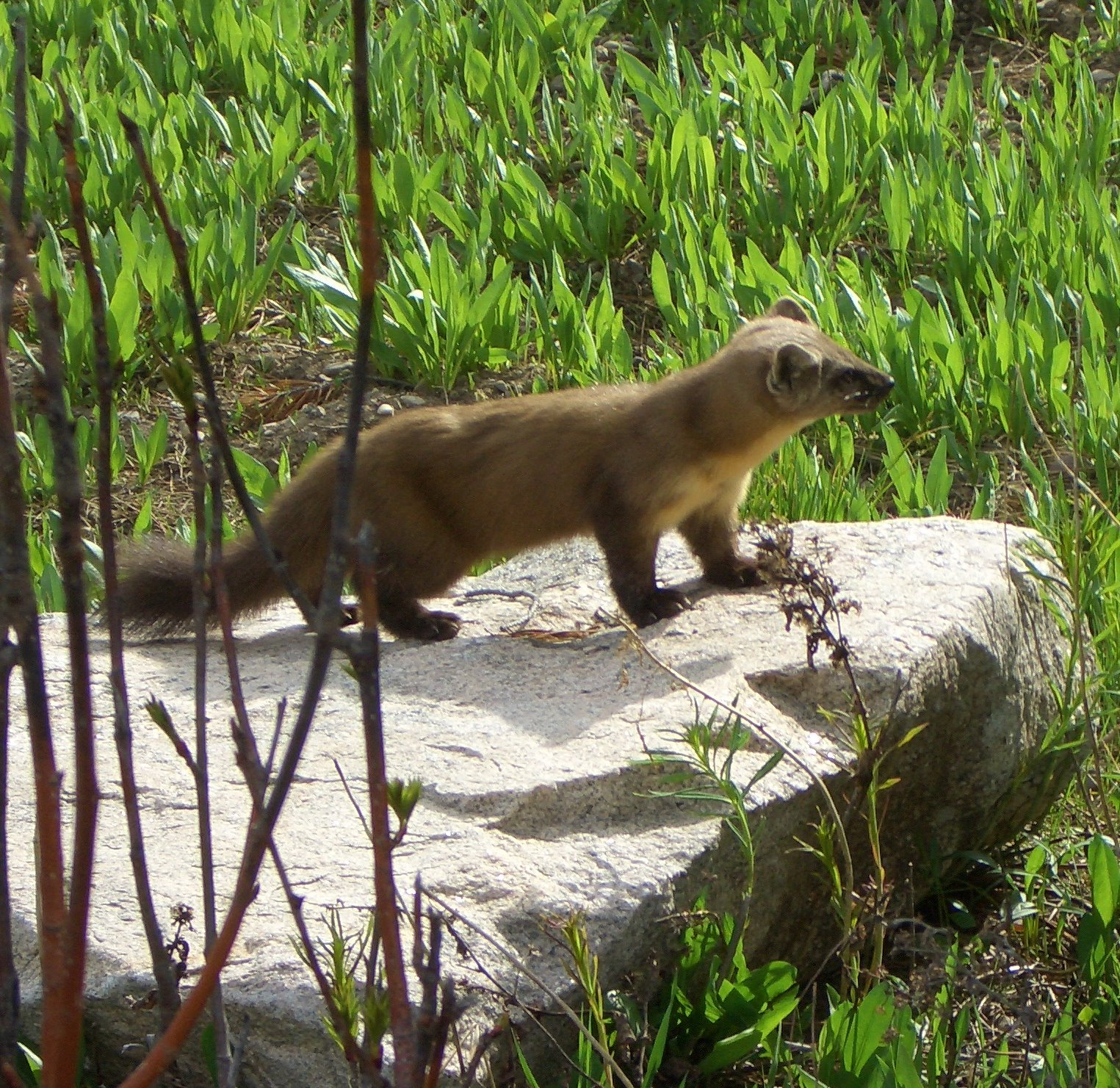
Marte d'Amérique à l'affût.

L'animal est omnivore, préférant capturer et manger les petits mammifères, en particulier les écureuils roux américains, mais consomme facilement des poissons, grenouilles, insectes, charognes, ainsi que des fruits et de la végétation, lorsqu'il y en a. Il cherche sa nourriture aussi bien au sol que dans les arbres et sait par ailleurs très bien nager. La martre des hurons est essentiellement active la nuit, tôt le matin et en fin d'après-midi. Elle est généralement solitaire en dehors de la saison d'accouplement.
Les mâles défendent un territoire de huit kilomètres carrés en moyenne, et peuvent être très agressifs envers les autres mâles. Le territoire des femelles est nettement plus petit et atteint 2,3 kilomètres carrés en moyenne. Les martres d'Amérique n'hibernent pas, mais se rendent plus au sud ou plus bas en altitude durant l'hiver.

### Reproduction
L'accouplement se produit au cours de l'été, mais l'implantation du blastocyste fécondé est retardée (dormance, diapause) et de 1 à 5 jeunes naissent au printemps suivant dans un nid situé dans un arbre creux ou dans une cavité rocheuse. Les petits, qui naissent aveugles, ouvrent les yeux après 40 jours, sont sevrés au bout de six semaines et deviennent indépendants à l'âge de trois mois et demi. Ils atteignent leur maturité sexuelle durant leur deuxième année.

## Habitat
La martre d'Amérique vit dans les forêts de conifères d'Alaska et du Canada, ainsi que, plus au sud, dans les montagnes Rocheuses, dans la région des Grands Lacs et en Nouvelle-Angleterre.

## Classification
Cette espèce a été décrite pour la première fois en 1806 par le naturaliste britannique William Turton (1762-1835).  

### Liste des sous-espèces
Selon Mammal Species of the World (version 3, 2005)  (4 juin 2013) et Catalogue of Life (4 juin 2013) :
- sous-espèce Martes americana abieticola (Preble, 1902).
- sous-espèce Martes americana abietinoides (Gray, 1865).
- sous-espèce Martes americana actuosa (Osgood, 1900).
- sous-espèce Martes americana americana (Turton, 1806).
- sous-espèce Martes americana atrata (Bangs, 1897).
- sous-espèce Martes americana caurina (Merriam, 1890).
- sous-espèce Martes americana humboldtensis (Grinnell & Dixon, 1926).
- sous-espèce Martes americana kenaiensis (Elliot, 1903).
- sous-espèce Martes americana nesophila (Osgood, 1901).
- sous-espèce Martes americana origensis (Rhoads, 1902).
- sous-espèce Martes americana sierrae (Grinnell & Storer, 1916).
- sous-espèce Martes americana vancourverensis (Grinnell & Dixon, 1926), (signifie Martre américaine de Vancourver, ce qui est une erreur, puisqu'on aurait dû lire vancouverensis pour Vancouver, mais peu de sources utilisent la forme corrigée).
- sous-espèce Martes americana vulpina (Rafinesque, 1819).

## La martre d'Amérique et l'Homme

Carte de répartition
Répartition actuelle
Répartition historique

### Utilisation

#### Animal à fourrure
La fourrure de la martre d'Amérique est brillante, ressemblant à celle de la Zibeline. Au tournant du vingtième siècle, les populations de martres d'Amérique ont été décimées en raison du commerce des fourrures. La Compagnie de la Baie d'Hudson a commercialisé les peaux de cette espèce, parmi d'autres.

#### Animal de compagnie
La martre peut être un animal de compagnie joueur quand elle est élevée par les hommes et que les jeunes sont nourris à la bouteille. Cependant, certaines provinces canadiennes et États américains rendent un permis obligatoire pour détenir un tel animal. Cette exigence vise généralement à décourager la population à retirer des espèces sauvages de leur habitat naturel.

### Statut de conservation
De nombreuses mesures de protection et efforts de réintroduction ont permis à la population d'augmenter, mais la déforestation est encore un problème pour la martre dans une grande partie de son habitat. La chasse de la martre d'Amérique est actuellement légale dans certaines zones au cours d'une courte saison de chasse.
C'est une des nombreuses espèces menacées par la fragmentation forestière et victime de mortalité par collision avec les véhicules
Si la chasse et la destruction des forêts ont réduit son habitat, elle reste plus abondante que le pékan. La sous-espèce vivant sur l'île de Terre-Neuve (Martes americana atrata) est considérée comme étant en danger.